# Tênis de mesa
O ténis de mesa (português europeu) ou tênis de mesa (português brasileiro), também conhecido como ping-pong (modo abrasileirado: pingue-pongue), é um esporte inventado no Reino Unido, mais precisamente na Inglaterra no século XIX (onde era conhecido como ping-pong).
- 乒乓球 (ping pang qiu) é o nome oficial na China e Taiwan.
- 卓球 (takkyu) é o nome oficial do esporte no Japão.
- 탁구 (Tak-ku) é o nome oficial do esporte na Coreia.

## História

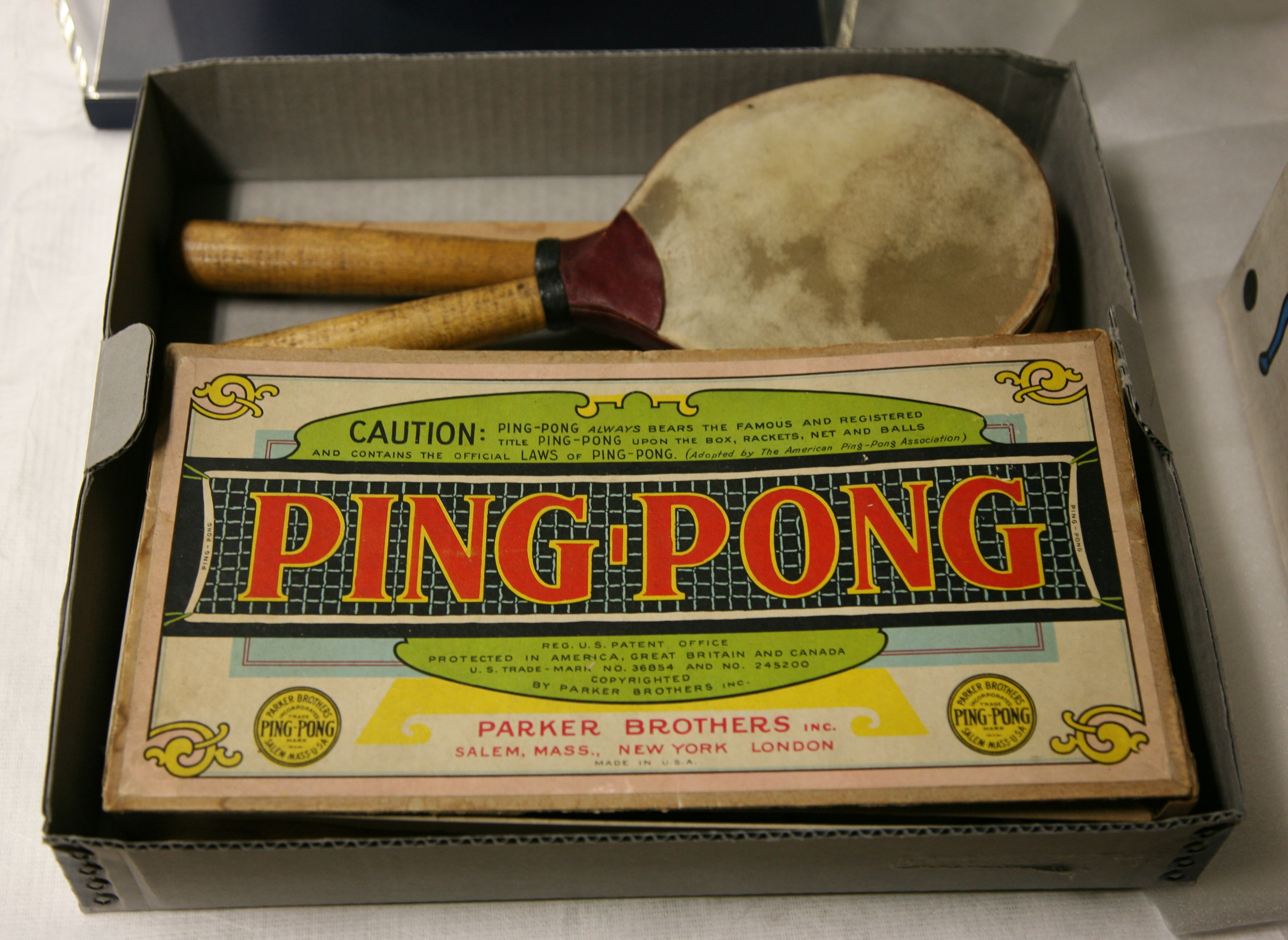
Jogo de ping pong da Parker Brothers

O tênis de mesa surgiu na Inglaterra no século XIX imitando o jogo de tênis em um ambiente fechado, objetos do dia a dia eram usados como equipamento: uma fileira de livros poderia ser usada como rede, uma rolha de garrafa como bola e uma caixa de charutos como raquete.
A popularidade do jogo fez com que as empresas de brinquedos iniciassem a venda de equipamentos comercialmente. As raquetes antigas eram muitas vezes feitas de madeira que gerava muito barulho, criando o nome ping pong. A partir daí o nome ping pong foi largamente usado até que a empresa inglesa J. Jaques  registrou a marca em 1901 e então os outros fabricantes passaram a usar o nome tênis de mesa. O mesmo ocorreu nos Estados Unidos onde Jaques vendeu os direitos do nome ping pong para os Parker Brothers.
Uma inovação importante veio com James Gibb, um inglês apaixonado pelo jogo, que descobriu umas bolas de celuloide em uma viagem aos Estados Unidos em 1901 e achou que seriam ideais para o jogo. Logo em seguida, em 1903, E.C. Goode inventou uma versão moderna da raquete, com uma borracha colada sobre a lâmina de madeira.

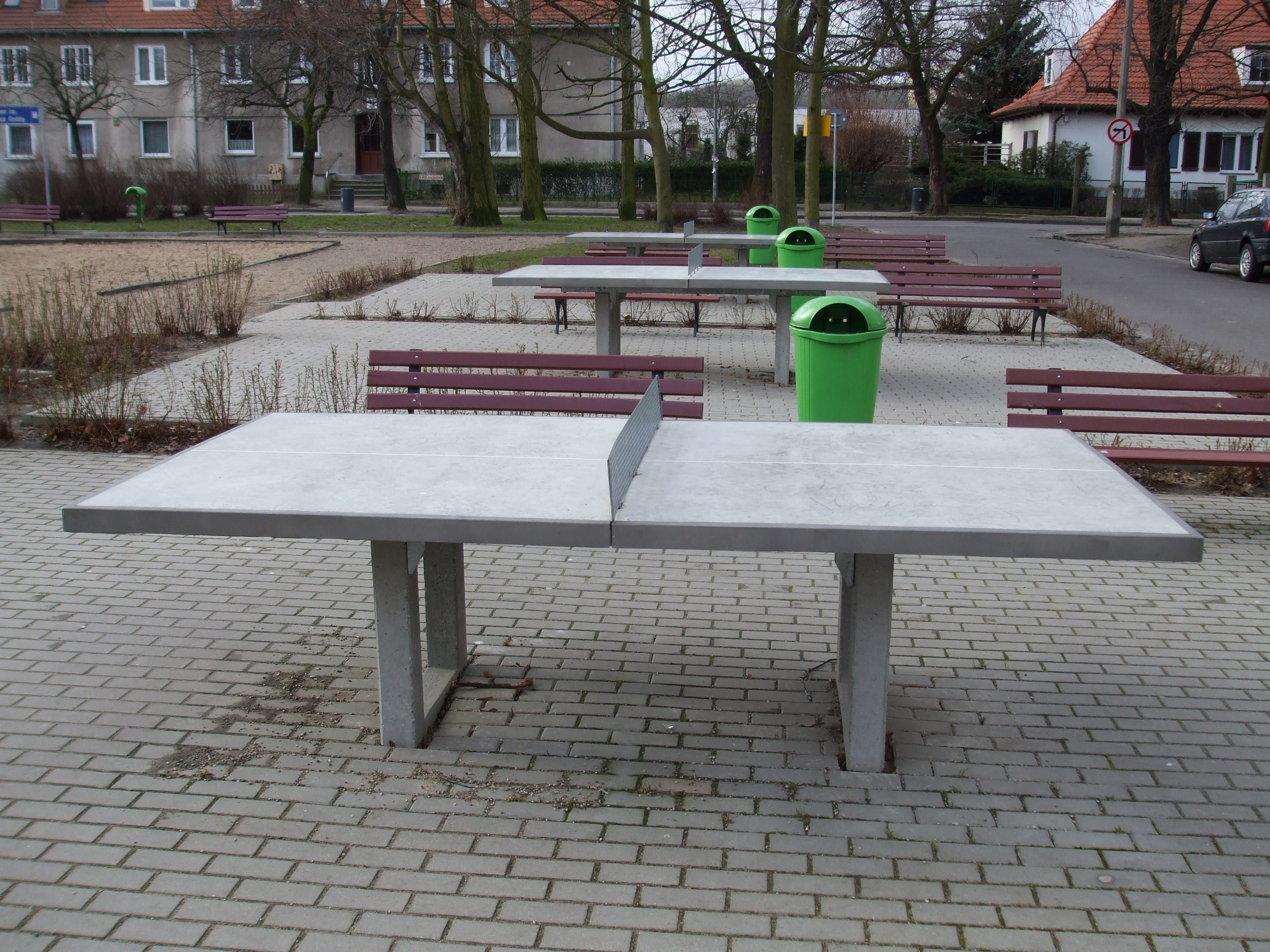
Mesas em uma praça para recreação

A popularidade do tênis de mesa cresceu em 1901 quando torneios foram organizados, livros foram escritos e um Mundial não oficial ocorreu em 1902. Em 1921, foi criada uma Associação de Tênis de Mesa e, logo em seguida, a Federação Internacional de Tênis de Mesa  (ITTF) em 1926. Londres sediou o primeiro Mundial em 1927. Mas só em 1988, em Seul o esporte se tornou Olímpico.
No fim de 2000, as antigas bolas de 38 mm foram oficialmente trocadas pelas de 40 mm. Tal medida foi tomada para aumentar a resistência do ar sobre a bola e efetivamente tornar o jogo mais lento. Já naquela os jogadores começaram a aumentar a grossura da esponja da borracha tornando o jogo extremamente rápido. Após a mudança espera-se que o tênis de mesa  seja mais fácil de ser assistido e que assim o esporte ganhe popularidade.

## O jogo
Uma partida de tênis de mesa é disputada em melhor de qualquer número de sets ímpares. Usualmente, torneios nacionais são disputados em melhor de 5 sets e torneios internacionais em melhor de 7 sets, o que significa que o jogador ou dupla que vencer, respectivamente, 3 ou 4 sets vence a partida. Para vencer um set, o jogador ou a dupla precisa conseguir 11 pontos, ou em caso de empate em 10 pontos, somar dois pontos de vantagem em relação ao seu adversário.
A partida se inicia com o saque de um dos oponentes conforme a ordem de saque escolhida pelo vencedor do sorteio para tal fim. Cada jogador tem o direito de sacar duas vezes consecutivas, independente da pontuação que obtiver. Em duplas, a ordem de saque é alternada entre as duplas e entre os jogadores de modo que cada um dos quatro jogadores saque.
O tênis de mesa é muito popular na China sendo o segundo esporte em popularidade. O país possui cerca de 10 milhões de praticantes federados. Tal popularidade é fruto da massificação promovida pelo líder comunista Mao Tsé-Tung devido à adaptação do esporte a espaços reduzidos, ideal para o país mais populoso do mundo.
No mundo, estima-se que há 300 milhões de praticantes ocasionais e cerca de 40 milhões de praticantes federados distribuídos entre 186 federações filiadas à Federação Internacional de Tênis de Mesa.

## Técnicas
Na categoria de técnicas combinadas, puderam ser distinguidas na análise dos autoconfrontos, duas subcategorias assim denominadas, de simples e complexas. Técnicas combinadas simples dizem respeito à utilização de técnicas motoras e cognitivas com o mesmo objetivo de autorregulação em uma determinada situação crítica, por exemplo: o atleta fica saltitando no mesmo lugar (técnica motora), ao mesmo tempo, em que realiza uma auto fala (técnica cognitiva) com o objetivo de auto motivação. De uma outra forma, as técnicas combinadas complexas se relacionam com à utilização, em uma determinada situação crítica, de uma técnica motora e outra cognitiva, porém com objetivos diferentes, como, por exemplo: o atleta realiza um gesto de autocorreção (técnica motora de aplicação de meios técnicos e táticos), seguida de uma técnica de imaginação (cognitiva), visando o relaxamento, por este motivo, o total de objetivos é maior que o número de técnicas combinadas complexas.
As técnicas motoras de automotivação mais utilizadas por atletas foram: saltitar, movimentos positivos com a cabeça, gestos de firmeza com o braço, colocar a mão na cintura, limpar a raquete e respiração. Estão relacionados a diversos objetivos de autorregulação, em alguns momentos, os atletas não sabem descrever a sua intenção com a realização dos seguintes gestos mais frequentes: passar a mão na mesa, caminhar (aproximando-se ou afastando-se da mesa), quicar a bola no chão.

### Estratégias de jogo
O tênis de mesa é um esporte que exige muitas estratégias para vencer o oponente. Existem vários tipos de táticas para efetuar os pontos, os mais usados são os chamados efeitos que a raquete causa na bola. Os efeitos mais conhecidos e utilizados são o Kato, o Topspin, o Driver, o Over-driver, entre outros
Kato: faz com que a bola tenha um giro oposto ao oponente, também chamado de movimento "revés",  caso ele não receba a bola de forma adequada e apropriada para esse tipo de efeito, a bola tende a bater na raquete e para na rede, sem chances de passar por cima da rede. Esse tipo de efeito pode ser usado como uma estratégia de defesa no qual faz com que o oponente fique sem reação para receber a bola.
Topspin: esse efeito é usado para fazer com que a bola saia do efeito  Kato. Essa estratégia serve para fazer com que a bola tenha um giro muito rápido cortando totalmente o giro posto pelo oponente, só pode ser aplicado essa estratégia, quando a bola esta saindo da mesa, pois esse efeito exige um movimento bem aprimorado, iniciando com a raquete um pouco abaixo do joelho e terminando com a raquete próximo à testa. Quando essa estratégia é executada perfeitamente, o oponente tem muita dificuldade para bloquear a bola, pois ela esta com uma combinação perfeita de velocidade e muito efeito. Com o topspin é possível retornar a qualquer tipo de batimento, tanto mais rápidos com pouco efeito, quanto mais lentos, porém, com muito efeito. Quando o oponente recebe o topspin, as chances de acerto são grandes, pois a bola tende a bater na raquete e ir para fora da mesa, ou ir para na rede.
Drive: O Drive é um efeito de bola rápida, geralmente usado para finalizações de jogadas. Essa estratégia exige um movimento rápido do jogador fazendo com que ele raspe a parte superior da bola, fazendo com que ela pegue efeito e uma velocidade muito grande, por ser um movimento muito veloz, o oponente geralmente tenta bloqueá-lo, no qual abre espaço para o jogador ter varias opções de ataque. As chances de conquistar o ponto com essa estratégia é muito grande, pelo fato de sua velocidade e efeito.
Over-drive: O Over-drive é uma estratégia muito ousada, pois se baseia em um ataque em cima de um ataque, ou se seja, um Drive em cima de um Drive. Essa estratégia pode ser considerada como suicida pelo fato da velocidade que a bola está, mas quando é executada com sucesso, o oponente tem muita dificuldade de bloquear a bola, pois além dela estar com muita velocidade, a qualidade do efeito é praticamente dobrada. É necessário que o jogador esteja bem posicionado para executar um Over-drive, o movimento do braço é basicamente curto e muito rápido, a raquete inicia um pouco acima da cintura e termina próximo à testa, além da batida na bola que deve ser bem aprimorada (o jogador precisa saber qual o sentido do efeito que a bola esta e atacar em cima dela como forma de bloqueio). Por ser uma estratégia surpresa, as chances de ponto com essa estratégia é muito grande.
Cabe ressaltar que além da estratégia de jogo, outro ponto essencial para se ganhar uma partida é o preparo físico, como em qualquer outro esporte. Ao contrário que algumas pessoas imaginam sobre este esporte é que o atleta precisa estar preparado fisicamente e emocionalmente. Durante uma partida o mesa-tenista precisa criar estratégia, buscar antecipar a jogada do adversário, além de superar o esforço físico. Vale ressaltar que muitas partidas foram conquistadas pelo atleta estar "inteiro" na partida, ou seja, focado e bem fisicamente.
Quando um jogador está a perder por 4 ou mais pontos e mesmo assim consegue efetuar uma recuperação e ganhar o jogo, isto chama-se corriqueiramente um "Loureiro".

## Regras do jogo

### Jogo
Uma sequência é o período durante o qual a bola está em jogo. A bola se encontra em jogo a partir do último momento em que está estacionária na palma da mão livre antes de ser levantada ao ar durante para sacar, até que a sequência seja decidida com uma obstrução ou com um ponto. Uma obstrução é uma sequência a qual o resultado não é contado. Um ponto é uma sequência a qual o resultado é contado. A mão da raquete é a mão que está carregando a raquete, a mão livre é a mão que não está carregando a raquete. O braço livre é o braço da mão livre. Um atleta bate na bola, se ele toca a bola no jogo com sua raquete, segura na sua mão, o saque muda de mãos quando a soma dos pontos dos dois jogadores for um número múltiplo de dois,  ou com sua mão da raquete abaixo do punho.
Um atleta "obstrui" a bola, se ele, ou qualquer coisa que carregue ou vista, toca na bola em jogo quando ela ainda está acima ou passando e se dirigindo a superfície de jogo, não tendo tocado seu lado desde a última batida do seu oponente. O sacador é o atleta que tem que bater na bola por primeiro na sequência. O recebedor é o atleta que tem que bater na bola por segundo na sequência. O árbitro é a pessoa apontada para controlar um jogo. O árbitro auxiliar é a pessoa apontada para auxiliar o árbitro com determinadas decisões. Qualquer coisa que o atleta vista ou carregue inclui qualquer coisa que ele estava vestindo ou carregando, que não seja a bola, no início da sequência. A bola deve ser considerada como tendo passado sobre ou em torno da rede e seus acessórios se ela passar em qualquer lugar que não seja entre a rede e poste-suporte ou entre a rede e a superfície de jogo. A "linha de fundo" deve ser considerada como uma extensão indefinida em ambas as direções.

### Saque
A atual regra de saque para as partidas de tênis de mesa inclui várias restrições ao modo como se deve fazê-lo. Antes de ser efetuado o saque, o jogador deve repousar a bola sobre sua mão aberta de modo que o adversário e os árbitros possam vê-la. A bola deve ser lançada verticalmente para cima no mínimo 16 cm acima da posição de repouso. Durante esse lançamento e no golpe subsequente o servidor não pode colocar seu corpo, acessórios ou sua própria raquete entre a bola e o servidor de modo que impeça este de observá-la.
No saque, o sacador deve rebater a bola fazendo com que ela toque em sua mesa e, em seguida, na mesa do adversário. Apenas em jogos de duplas é obrigatório que a bola toque no lado direito da mesa do sacador e, em seguida, no lado direito da mesa do recebedor. Se, após tocar a mesa do sacador, a bola tocar na rede e tocar na mesa do recebedor caracteriza-se uma obstrução e o saque deve ser repetido sem bônus de pontos para os jogadores. O número de obstruções no saque é ilimitado, ou seja, o jogador deve sacar até que o saque seja considerado bom ou até que erre efetivamente o saque.
O servidor perde o ponto se, ao servir:
- Tocar na mesa;
- Passar a bola diretamente para o lado do adversário, sem que esta toque na mesa;
- Mandar a bola para a rede;
- Falar ou gritar durante a partida;
- Jogar a bola muito alta ou muito baixa no momento do saque.

### Área de jogo
Em jogos oficiais, a área de jogo deve ter  14 m de comprimento, 7 m de largura e 5 m de altura e ser circundada por separadores (comumente conhecidos como "aparadores") de até 1,5 m de comprimento e até 0,75 m de altura. Considera-se ideal que a área de jogo seja iluminada artificialmente (em ginásios sem focos de luz) e não tenha no chão, nas paredes, no teto, em coberturas ou objetos brilhantes que possam atrapalhar a visão dos jogadores.

### Sistema de aceleração
O sistema de aceleração é uma regra implantada com o objetivo de proibir atitudes antidesportivas durante as partidas como a falta de competitividade, na qual os jogadores trocam bolas sem o objetivo de vencer o ponto. Contudo, sua execução em jogos é rara e, por pouco uso, confusa.
Essa regra prevê que, se nenhum dos atletas alcançou o número de 9 pontos num set após pelo menos 10 minutos jogados ou a pedido de um dos atletas, um dos árbitros iniciará a contagem dos golpes de cada atleta. A cada saque, se o recebedor ou dupla recebedora fizer 13 retornos bons, o recebedor deverá ganhar o ponto disputado.

## Equipamentos

### Mesa

Medidas da mesa

A parte superior da mesa de jogo deve ser retangular e é denominada superfície de jogo (mesa). Os lados verticais do tampo da mesa não fazem parte da superfície de jogo. Suas dimensões devem ser de 2,74 m de comprimento, 1,52 m de largura e 0,76 m de altura.
A superfície de jogo pode ser de qualquer material desde que este produza na bola um quique uniforme em torno de 23 cm quando lançada de uma altura de 30 cm. A cor desse material deve ser escura e fosca contendo linhas brancas de 2 cm de largura ao longo das extremidades laterais e das linhas de fundo da mesa. A superfície de jogo, ainda, deve ter uma linha central de largura de 3 cm que divide cada lado da mesa em duas partes a fim de ser utilizada em jogos de duplas.

### Rede e seus acessórios
No tênis de mesa a rede é o conjunto do pano da rede, da suspensão e dos postes-suportes incluindo os ferros que a fixam à mesa. A rede deve ter a altura de 15,25 cm e deve se prolongar 15,25 cm para fora de cada lado da mesa.

### Bola

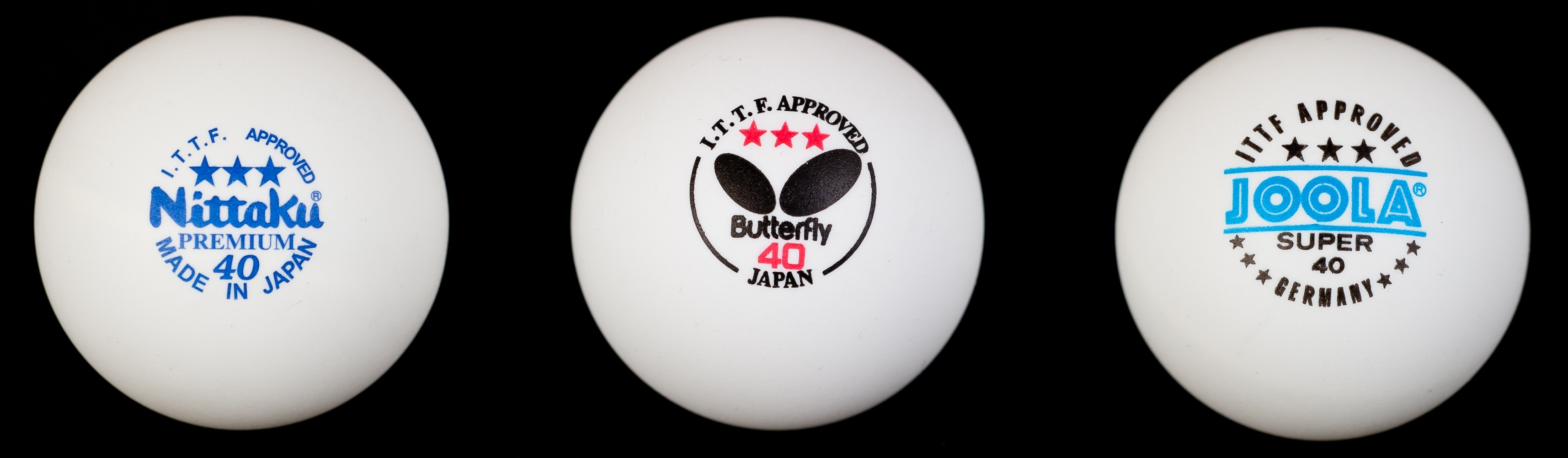
A bola (40 mm)

A bola usada nas competições de tênis de mesa deve ser feita de celuloide ou plástico similar e ter diâmetro de 40 mm. Seu peso ideal é 2,74 g e sua cor deve ser branca ou laranja fosca.
Antes do ano 2000, as bolas utilizadas nas partidas tinham o diâmetro de 38 mm, o que lhes conferia mais velocidade em relação às bolas usadas atualmente se ambas forem submetidas a condições idênticas para comparação. Desde os Jogos Olímpicos de Sydney 2000, a bola utilizada em competições de tênis de mesa passou a ter o diâmetro de 40 mm.

### Raquete
A raquete usada nas competições de tênis de mesa pode ser de qualquer tamanho, forma ou peso, porém a lâmina deve ser plana e rígida. Além disso, pelo menos 85%  do material da raquete em relação à espessura deve ser de madeira natural.
O lado da raquete utilizado para bater na bola deve ser coberto por uma borracha com pinos para fora tendo uma espessura máxima de 2 mm ou uma borracha "sanduíche" com pinos para dentro ou para fora tendo uma espessura máxima de 4 mm.
As raquetes devem ter pelo menos um material de cobertura que não deve se estender além dos limites da lâmina da raquete, bem como não deve ser curto a ponto de permitir que a bola bata diretamente na madeira da raquete.
Até o dia 1 de outubro de 2021, o material de cobertura deveria ser obrigatoriamente de cor fosca vermelho-vivo de um lado e preto do outro. Na mesma data, a ITTF ratificou a permissão de oficial de uso das cores rosa, lilás, verde-claro e azul-claro em alternativa à cor vermelha. O lado preto permanece obrigatório. Mesmo que um dos lados não possua cobertura, essas cores devem ser aplicadas uma em cada lado da raquete.
Antes do início de uma partida, as raquetes de cada jogador devem ser verificadas pelos árbitros e pelo jogador adversário. Iniciada a partida a raquete não deve ser trocada sem o consentimento do árbitro e do adversário.

## Empunhaduras

### Clássica
Na empunhadura clássica a raquete é empunhada de maneira a se parecer com um aperto de mãos, onde o indicador repousa sobre uma das borrachas. Tem como pontos fortes a potência ao golpear de backhand e a facilidade no aprendizado inicial. Como pontos fracos, a dificuldade no ponto de troca entre forehand e backhand.

### Caneta (pen-holder)
Na empunhadura caneta (ou internacionalmente pen-holder) o jogador segura a raquete de forma que se pareça com o manusear de uma caneta ao escrever. Jogadores caneteiros utilizam apenas um dos lados da raquete com borracha para golpear a bola. Tem como pontos a velocidade e força do forehand. Como ponto negativo, a necessidade de um excelente footwork, por utilizar com mais ênfase o forehand.(p.36)

#### Classineta
Na empunhadura classineta é uma evolução da forma caneteira na qual o atleta segura a raquete de forma similar aos caneteiros, porém com certa liberdade no manuseio, dando também a vantagem de usar a parte de frente da raquete para fazer o backhand. Assim possa ser completada.

## Campeonatos Mundiais e Olimpíadas

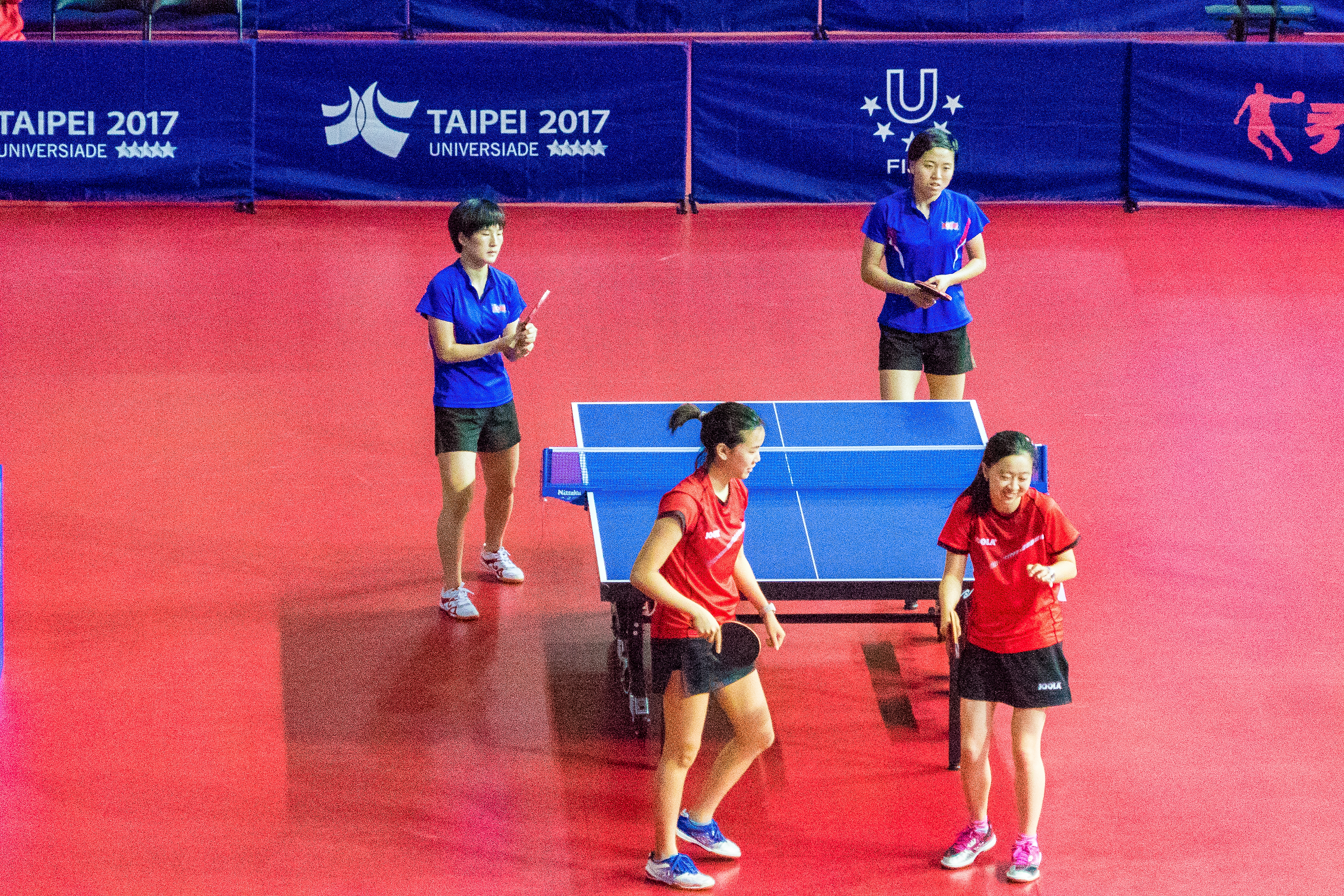
Partida de duplas de tênis de mesa

O Campeonato Mundial de Tênis de Mesa começou a ser disputado em 1926, sendo, de forma geral, disputado anualmente até o ano de 1957, com exceção para o ano de 1927 e os anos entre 1940 e 1946, devido à Segunda Guerra Mundial. Neles são disputados os eventos individuais, de duplas e de equipes nas categorias feminino e masculino.
Desde 1957 os Mundiais são disputados a cada dois anos e a partir de 2003 o evento individual e de duplas é disputado separado do evento de equipes. Dessa forma, os Campeonatos Mundiais Individuais e de Duplas são disputados nos anos ímpares e os Campeonatos Mundiais de Equipes são disputados nos anos pares.
O jogador que mais vezes se consagrou Campeão Mundial Individual foi Viktor Barna, nascido na Hungria, com cinco conquistas. Ele foi vencedor nos anos de 1930 e de 1932 a 1935.
No fim da década de 1980 e até ao início da década de 1990 o grande destaque ficou entre os europeus, especialmente os suecos que quebraram a hegemonia de dominação chinesa no esporte. O símbolo maior dessa era foi o sueco Jan-Ove Waldner que foi duas vezes campeão mundial e único não oriental a conquistar o ouro olímpico no tênis de mesa.
Desde 1988 que o tênis de mesa é um esporte olímpico.